# Dixus sphaerocephalus
Dixus sphaerocephalus é uma espécie de insetos coleópteros pertencente à família Carabidae.
A autoridade científica da espécie é Olivier, tendo sido descrita no ano de 1795.
Trata-se de uma espécie presente no território português.